# Kandis I
Kandis I is een bestuurslaag in het regentschap Ogan Ilir van de provincie Zuid-Sumatra, Indonesië. Kandis I telt 1142 inwoners (volkstelling 2010).